# نوا (مراغه)
نوا یکی از روستاهای استان آذربایجان شرقی است که در دهستان سراجوی غربی بخش مرکزی شهرستان مراغه واقع شده‌است. این روستا به دلیل داشتن باغات انبوه به یک روستای ویلایی نشین تبدیل شده است.